# Luís Felipe (futbolista nacido en 1996)
Luís Felipe Fernandes Rodrigues (Mineola, Nueva York, 29 de enero de 1996), conocido simplemente como Luís Felipe, es un futbolista estadounidense-brasileño. Juega que actualmente juega en el Sacramento Republic Football Club de la USL Championship.

## Trayectoria

### North American Soccer League
El 25 de enero de 2016 firmó su primer contrato profesional con los Fort Lauderdale Strikers. Fue elogiado por el entrenador en jefe y gerente general Caio Zanardi: "Confiamos en que en nuestro sistema pueda desarrollar su potencial y convertirse en un jugador maravilloso para nuestro equipo". Comenzó su primer partido el 7 de abril de 2016 y su desempeño fue considerado "brillante". Luís Felipe fue en la temporada 2016 el jugador de los Fort Lauderdale Strikers con más minutos jugados. Fue nominado para el Jugador Joven del Año de la NASL.

### USL Championship
Luís Felipe firmó con el Reno 1868 Football Club, equipo de la USL y filial de los San Jose Earthquakes, el 12 de mayo de 2017. Anotó su primer gol para el equipo el 7 de junio en la victoria de Reno por 3-2 sobre el Rio Grande Valley FC y asistió al gol de la victoria once minutos después. Luís Felipe hizo su primera aparición con el San Jose como reemplazo de Tommy Thompson en el minuto 33 durante la victoria del equipo de la MLS por 4-1 en un amistoso sobre el Eintracht Fráncfort.

### United Football League
Luís Felipe fue firmado por los San Jose Earthquakes el 14 de diciembre de 2017, junto con sus compañeros de equipo del Reno, Chris Wehan y Jimmy Ockford. Luego fue enviado de regreso al Reno en calidad de préstamo temporal, jugando en el primer partido en casa del Reno en 2018 contra los Swope Park Rangers.
Después de la temporada 2020, San Jose rechazó su opción por Luís Felipe.

### Regreso a la USL
El 29 de enero de 2021, Felipe firmó con el Sacramento Republic Football Club de la USL Championship.